# Кейджо-Мару
Кейджо-Мару (Keijo Maru) — судно, яке під час Другої світової війни взяло участь у операціях японських збройних сил в архіпелазі Бісмарка та на Соломонових островах.

## Передвоєнна служба
Кейджо-Мару спорудили в 1939 році на верфі Uraga Dock на замовлення компанії Chosen Yusen.
29 серпня 1941-го судно реквізували для потреб Імперського флоту Японії та переобладнали в канонерський човен. Роботи провели з 20 вересня по 15 жовтня на верфі Nihon Kokan, при цьому Кейджо-Мару озброїли чотирма 120-мм гарматами і двома зенітними кулеметами (1 13-мм Type 93 та 1 7,7-мм Type 92). Також човен міг приймати 12 глибинних бомб і мав пристрої для тралення.

## Висадка на острови Грін
На момент початку бойових дій човен перебував у центральній частині Каролінського архіпелагу та супроводжував конвой із 5 суден між атолами Мерейон (Вулеаї) і Трук. На останньому ще до війни створили потужну базу ВМФ, до якої і був приписаний Кейджо-Мару. Протягом грудня 1941-го Кейджо-Мару кілька разів виходив із Трука для патрулювання, а на початку січня 1942-го почав готуватись до участі в операції з оволодіння архіпелагом Бісмарка. Основні сили японців повинні були захопити порти Рабаул та Кавієнг на островах Нова Британія та Нова Ірландія, тоді як завданням Кейджо-Мару було висадити десант на островах Грін (два невеликі атоли дещо більш ніж за сотню кілометрів на схід від південного завершення Нової Ірландії та за шість десятків кілометрів на північ від острова Бука зі складу Соломонових островів).
17 січня 1942-го Кейджо-Мару прийняв на борт 28 вояків, а наступної доби попрямував на південь. На переході він брав на буксир патрульний катер Кімі-Мару № 11 Го, котрий мав тимчасові проблеми з машиною, та тихохідний патрульний катер Тотторі-Мару. 23 січня загін прибув до островів Грін та безперешкодно висадив десант, котрий узявся за облаштування бази гідролітаків (того ж дня головними силами були захоплені Рабаул та Кавієнг).
Першу половину лютого Кейджо-Мару провів на островах Грін, де, зокрема, забезпечував потреби бази в авіаційному пальному та прісній воді. 16—17 лютого корабель перейшов до Рабаулу, котрий японці перетворили на головну передову базу японців, з якої провадитимуться операції на Соломонових островах та сході Нової Гвінеї.

## Служба у Рабаулі
З другої половини лютого по кінець квітня 1942-го Кейджо-Мару ніс службу в Рабаулі, під час якої здійснював виходи на патрулювання, перевіз заміну для гарнізону на мисі Сент-Джордж (південне завершення Нової Ірландії), евакуював непотрібну вже базу з островів Грін (15—18 березня).
29 березня він прийняв на борт один армійський взвод та вранці 30 березня висадив його в порту Бука (на однойменному острові біля північного завершення великого острова Бугенвіль). Того ж дня Кейджо-Мару прийняв цей десант назад та наступної доби повернувся до Рабаулу.
3—6 квітня човен доправив персонал та обладнання до Сурумі (центральна частина південного узбережжя Нової Британії). 21—24 квітня віг здійснив ще один рейс сюди, доставивши обладнання для облаштування тут аеродрому.

## Вторгнення на Соломонові острови та атака Порт-Морсбі
У середині квітня судно вирішили залучити до запланованої операції з оволодіння Порт-Морсбі на Новій Гвінеї та створення баз на Соломонових островах. Наприкінці місяця Ніккай-Мару прийняв на борт вояків та озброєння і 30 квітня перейшов до якірної стоянки Шортленд — прикритої групою невеликих островів Шортленд акваторії біля південного завершення острова Бугенвіль, де за кілька діб до того інші переобладнані канонерські човни Ніккай-Мару та Сейкай-Мару вивантажили матеріали та будівельників для облаштування бази гідролітаків.
2 травня Кейджо-Мару, Ніккай-Мару та Сейкай-Мару супроводили гідроавіаносець Камікава-Мару до затоки Реката-Бей на північному узбережжі острова Санта-Ісабель, звідки гідроавіація 4 травня прикривала висадку на Тулагі (східна частина Соломонових островів). Того ж дня Кейджо-Мару вийшов з Реката-Бей, 5 травня зайшов на Шортленд, а 6 травня рушив у напрямку архіпелагу Луїзіада (біля південно-східного завершення Нової Гвінеї), супроводжуючи конвой з силами вторгнення до Порт-Морсбі.
7 травня американські літаки потопили легкий авіаносець Сьохо, що мав прикривати десантний загін. Це змусило останній відійти на північ, а після битви в Кораловому морі 9 травня між з'єднаннями важких авіаносців атаку на Порт-Морсбі взагалі скасували. Того ж дня Кейджо-Мару прибув до Рабаулу.

## Рейс на Тулагі
З 13 по 17 травня Кейджо-Мару здійснив рейс на Нову Гвінею до Лає (у глибині затоки Хуон, котра розділяє півострови Папуа та Хуон). Ще на початку березня тут висадили японський десант, а Кейджо-Мару доправив підкріплення та обладнання.
До середини червня човен неодноразово виходив на патрулювання на підходах до Рабаулу, після чого прийняв на борт комунікаційне обладнання для бази на Тулагі і вранці 17 червня вирушив на схід Соломонових островів у супроводі тральщика W-20.
19 червня Кейджо-Мару прибув на стоянку Шортленд і того ж дня вирушив звідси далі на схід. 21 червня при наближенні до Тулагі його атакував та потопив підводний човен S-44, загинуло 63 члени екіпажу та пасажирів. Тральщик W-20 врятував 62 вцілілих.